# En skärgårdsnatt
En skärgårdsnatt är en svensk film från 1953 i regi av Bengt Logardt. I de större rollerna sågs Ingrid Thulin, Logardt själv och Öllegård Wellton.
Manus skrevs av Logardt och Sven Forssell. Fotograf var Curt Jonsson, klippare Carl-Olov Skeppstedt och kompositörer Roland Eiworth och Anton Kotasek. Filmen spelades in under augusti och september 1953 i Sandrews ateljéer på Lästmakargatan i Stockholm, på Saltarö, Erstaviksbadet, Nyckelviken samt i Slussen. Den premiärvisades den 26 december samma år på biograf Olympia i Stockholm.

## Handling
Filmen utspelar sig i Stockholms skärgård.

## Rollista
- Ingrid Thulin – Ingrid
- Bengt Logardt – Åke
- Öllegård Wellton – Annika
- Bengt Blomgren – Björn
- Gerd Ericsson – Liss, Ingrids vän
- Rune Halvarsson – Sture Svensson, frisör
- Britta Brunius – Karin, Stures fru
- Bernt Callenbo – Rolf, Annikas bror
- Gunlög Hagberg – Gullan, Svenssons dotter
- Sten Gester – Bo "Bosse" Levhagen
- Lissi Alandh – Birgitta
- Arne Ragneborn – "Stålis", tjuv
- Catrin Westerlund	– Astrid, Svenssons dotter
- Alf Östlund – "Affe"
- Magnus Kesster – "Mankan", Affes kompis
- Lennart Lundh – Hjalle, Bosses kompis
- Julie Bernby – servitris på båten Waxholm III
- Sten Hedlund – Helge Lundkvist, ingenjör
- Märta Dorff – fru Lundkvist
- Jan-Olof Rydqvist	– "Kurre Hängläpp", vän till Stålis
- Nils Stödberg – Fagerviksbo, Birgittas danspartner
- Bo Eriksson – Tomas, Svenssons son
- Sven Holmberg – fjärdingsman

Ej krediterade
- Ann-Margret Bjellder	– Elsa, Svenssons dotter
- Ingegerd Bjellder – Marta, Svenssons dotter
- Birgitta Kings – Christina, Svenssons dotter
- Tor Bergner – dansbanegitarristen
- Anders Swahn – kompanjon till fjärdingsmannen

### Fotnoter
1. 1 2 3  ”En skärgårdsnatt”. Svensk Filmdatabas. http://www.sfi.se/sv/svensk-filmdatabas/Item/?itemid=4407&type=MOVIE&iv=Basic&ref=/templates/SwedishFilmSearchResult.aspx?id%3d1225%26epslanguage%3dsv%26searchword%3den+sk%C3%A4rg%C3%A5rdsnatt%26type%3dMovieTitle%26match%3dBegin%26page%3d1%26prom%3dFalse. Läst 11 mars 2013.